# Veer-Zaara
Veer-Zaara es una película india, dirigida por Yash Chopra, protagonizada por Shahrukh Khan, Preity Zinta, y Rani Mukerji; la historia es sobre Veer, un piloto de la aviación india, quien conoce a Zaara, una joven pakistaní que viaja hacia un pequeño pueblo para enterrar las cenizas de una antigua criada, y decide guiarla. En ese viaje nace el amor, pero Zaara está comprometida.

## Argumento
Saamiya (Rani Mukerji) es una joven abogada pakistaní, que se estrena haciéndose cargo del caso de un preso acusado de espionaje 22 años antes. El hombre no ha hablado con nadie durante todo el tiempo que ha permanecido encerrado, pero con ella hace una excepción, pues Saamiya le trata con dignidad y se dirige a él por su verdadero nombre. Durante las visitas de Saamiya, Veer le cuenta su historia y cómo acabó en la cárcel.
Veer Pratap Singh (Shahrukh Khan) es un piloto de rescate que vive en la India. Zaara Hayat Khan (Preity Zinta) vive en Pakistán con su familia de gran influencia política. Su padre ha arreglado su matrimonio con el hijo de un socio. Cuando su anciana nana, a la que está muy unida, se encuentra en su lecho de muerte, le pide a Zaara que lleve sus cenizas a su patria, la India, para descansar en su tierra. Zaara, aun sabiendo que al marcharse causará un gran disgusto en su casa, parte hacia la India.
A causa del accidente que sufre el autobús en el que viaja, conoce a Veer, que la rescata. Cuando Zaara le cuenta el por qué de su visita a la India, él decide acompañarla durante dos días, para que cumpla sin problemas su misión, puesto que ella es musulmana y además extranjera en esa tierra. Viajan hasta que por fin Zaara esparce las cenizas sobre el río sagrado.
Zaara, agradecida, le dice a Veer que le pida cualquier cosa para recompensarle por la ayuda que le ha prestado. Veer le pide que pase un último día con él, en el que la llevará a su aldea, para que conozca el lugar en el que se crio (Punjab). Una vez allí, conoce a los tíos de él que lo criaron cuando quedó huérfano. Su sueño es hacer progresar la aldea a través de la enseñanza.
A la hora de marcharse, en la estación de tren, aparece el prometido de Zaara, Razaa, que enseguida se da cuenta de que Veer está enamorado de su prometida. En un momento a solas, al despedirse, Veer le confiesa a Zaara que pensaba pedirle que no se marchara, pero ahora que ve que está prometida, no tiene nada que hacer. Zaara se marcha con un sentimiento de angustia.
De vuelta en casa, Zaara no puede dejar de pensar en Veer. Tan mal se encuentra, que Shabbo, amiga y sirvienta de la casa, localiza a Veer y le pide que venga por ella y que huyan, porque Zaara no se atrevería a hacerlo por sí misma.
El día del compromiso de Zaara, Veer aparece en la ceremonia. Al padre de ella le da un desmayo, y el médico recomienda a la familia que no le den más sobresaltos o morirá. En vista de esto, la madre de Zaara se dirige a la casa de Shabbo, donde habla con Veer y le pide que deje a Zaara, por el bien de la familia. Movido por las palabras de la mujer, Veer dice que no piensa robar a unos padres su hija y que Zaara habrá de casarse con el hombre que ellos elijan.
Veer, al tomar un autobús, es detenido por unos agentes de policía, que lo llevan a la comisaría, acusándolo de espionaje. En el interrogatorio aparece Razaa, que se hace cargo de la situación; a solas le dice que firme unos papeles declarándose culpable de espionaje. Con ello asegurará la felicidad de Zaara, pues él la tratará bien. Si no lo hace, él hará infeliz a Zaara.
Razaa le dice a Veer que la felicidad de Zaara depende de él, y  que él puede hacer de su vida un cielo o un infierno. Si Veer trata de obtener su libertad haciendo que la familia de Zaara testifique que él no es un terrorista, entonces el escándalo se apoderará de la potentada familia, porque no podrán explicar qué hacía Veer con una mujer comprometida, y Razaa la hará muy infeliz. Veer obtendría la felicidad para Zaara declarándose culpable de terrorismo y espionaje con un nombre ficticio, permaneciendo en prisión y nunca revelando su verdadera identidad. Veer acepta y firma los papeles.
Por otro lado, el autobús que se suponía tenía que llevarle de vuelta a la India sufre un accidente sin supervivientes, y Veer es tomado por muerto por todo el mundo. Así, durante 22 años, vive en una prisión pakistaní sin más identidad que un número de tres cifras (el 786. el número sagrado de Allah).

## Emitir
- Shah Rukh Khan como Veer Pratap Singh
- Preity Zinta como Zaara Hayaat Khan
- Rani Mukerji como Saamiya Siddiqui, abogada de Veer
- Manoj Bajpayee como Raza Sharazi, el exmarido de Zaara
- Amitabh Bachchan como Choudhary Sumer Singh, tío de Veer
- Hema Malini como Saraswati Kaur, tía de Veer
- Boman Irani como Jehangir Hayaat Khan, el padre de Zaara
- Kirron Kher como Mariyam Hayaat Khan, madre de Zaara
- Divya Dutta como Shabina "Shabbo" Ibrahim, amiga de Zaara
- Anupam Kher como Zakir Ahmed
- SM Zaheer como juez pakistaní
- Akhilendra Mishra como Malkaat
- Zohra Sehgal como Zahida "Bebe" Hayaat Khan, la abuela de Zaara
- Tom Alter como el jeque de Raltaaf
- Mart Kenneth Rebamonte como mendigo